# Marbjerg
Marbjerg er en lille landsby beliggende på det nordøstlige Sjælland mellem Hedehusene og Roskilde. Den ligger i Høje-Taastrup Kommune og er endnu ikke vokset sammen med Fløng. Landsbyen hører til Region Hovedstaden.
Fra Marbjerg er der cykel/gangsti til Fløng Skole og til Trekroner i Roskilde.

## Historie
Marbjerg har været beboet siden bronzealderen. Ved Reformationen blev byens gårde overdraget til kongen. Navnet er nedskrevet første gang cirka 1376 som Madebyergh. Navnet er sammensat af made (eng) og byergh (bjerg eller bakke). Marbjerg betyder dermed Bakken ved engen.
Marbjerg landsby bestod i 1682 af 9 gårde. Det samlede dyrkede areal udgjorde 534,2 tønder land skyldsat til 116,19 tønder hartkorn. Dyrkningsformen var trevangsbrug.

## Soderup Maglemose
For enden af Maglemosevej ligger Soderup Maglemose. Soderup Maglemose er et naturområde på 26,7 hektar. Mosen strækker sig fra Marbjerg til Soderup. Mosen er en del af Vestegnens Moser. Maglemose Å afgrænser mosen og udgør samtidig kommunegrænsen mellem Høje-Taastrup Kommune og Roskilde Kommune.
Soderup Maglemose blev fredet i 2003.